# Vampyria
 (avril 2022).
Vampyria est une série de livres de type uchronique écrite par Victor Dixen et publiée chez Robert Laffont. L'auteur prévoyait l'écriture de douze tomes, avec des univers parallèles à cette série, comme la série de bandes dessinées Vampyria Inquisition et la duologie Vampyria America qui s'ouvre sur l'Amérique Crépusculaire.
Les différents cycles peuvent être découverts indépendamment ou à la suite.

## Ordre de lecture chronologique
Le calendrier de l'ère des Ténèbres commence en l'an 1715, lorsque le Roy-Soleil se transmute en vampire pour devenir le Roy des Ténèbres.
- Été-automne 299 : La Cour des Ténèbres
- Hiver 299 : La Cour des Miracles
- Printemps 300 : La Cour des Ouragans
- Printemps 301 : Le Tombeau des Immortels
- Été-Hiver 301 : Le Tombeau des Étoiles
- An 302 : Le Requiem des Souvenirs

## Code mortel
La société de la Magna Vampyria est divisée en quatre ordres :
- un ordre immortel : les vampyres de la haute noblesse.
- 1er ordre mortel : les hobereaux de la basse noblesse
- 2e ordre mortel : les Docteurs de la Faculté hématique
- 3e ordre mortel : les roturiers du quart état.

## Personnages
- Jeanne Froidelac : née en Auvergne.
- Prosperina Castlecliff : née en Angleterre
- Tristan de La Roncière : né dans les Ardennes
- Hélénaïs de Plumigny : née dans la Beauce.
- Naoko Takagari : née au Japon.
- Rafael de Montesueno : né en Espagne.
- Alexandre de Mortange : Victomte de Clermont.
- Edmée de Vauvalon : Marquise de Vauvalon.
- Suraj de Jaipur : écuyer du Roy.
- Lucrèce du Crèvecoeur : écuyère du Roy.
- Raymond de Montfaucon : directeur de la Grande Écurie.
- Madame Thérèse : Gouvernante de la Grande Écurie.

## Résumés des romans

### La Cour des ténèbres
1715 : le Roi Soleil est à l'agonie. Grâce à ses alchimistes, il conclut un pacte avec les Ténèbres qui le transforme en un vampire immortel.
Trois siècles plus tard, Jeanne Froidelac, jeune roturière, voit sa famille se faire décimer sur ordre du Roi : unique survivante, elle va intégrer sa Cour sous une fausse identité afin d'essayer de se venger...

### La Cour des miracles
Au sein de Paris, une rumeur tenace se propage : il existerait une vampyre qui aurait trahi la Cour et qui en aurait bâti une nouvelle, dont elle serait reine, sur les cendres de l'ancienne cour des Miracles ; plus grave encore, elle serait capable de maitriser les goules… Nous retrouvons Jeanne, devenue écuyère du Roy des ténèbres (Louis XIV). Il la charge de traquer cette menace à travers le grand Paris dévasté.

### La Cour des ouragans
Le Roi Soleil envoie Diane de Gastefriche, son écuyère préférée, dans les Antilles pour un aller sans retour en lui demandant d'épouser Pâle Phœbus, un pirate sanguinaire, pour en faire un allié de la France qui pourra régner sur les mers à sa guise.
Jeanne va devoir montrer un visage qu'elle n'a jamais osé dévoiler, pour se libérer de ses obligations et découvrir qui elle est vraiment,.

### Le Tombeau des immortels
1716 : Les Amériques qui n'ont jamais obtenu l'indépendance sont gouvernées par la vieille Europe toujours sous le joug du Roi Soleil.
À New York, six Desperados profitant d'un bal prestigieux en l'honneur des 13 "débutants" : des jeunes mortels venus des Treize Colonies pour être transmutés en immortels. Ils décident de transformer cette fête en prise d'otage à l'aide d'une sorcière pour faire payer le pouvoir vampyrique. Ces vampyres leur ont tout arraché : Un amour, une sœur, un visage, un talent et des vies .

### Le Tombeau des étoiles
Un continent transformé en champ de bataille.
L'Angleterre et la France entre en guerre, les Desperados toujours en fuite essaient d'unir les derniers peuples libres des Amériques alors que les étoiles s'éteignent toutes une par une. Mais comment vont-ils réussir à rester uni à travers toute cette discorde ?

### Le Requiem des souvenirs
Ce tome est le retour de Jeanne à Versailles auprès du Roi.

## Réception critique
Tous les tomes sont majoritairement très bien reçus par la critique[réf. nécessaire].
France Info raconte ainsi que « Si vous voulez trembler, c'est le moment avec Victor Dixen. Sur un rythme fracassant, Vampyria est une lecture sang pour sang.
RTL parle d'une « uchronie baroque et captivante, redoutablement efficace, à dévorer »[source insuffisante] ; CNews d'une « palpitante série d’aventures servie par une héroïne puissante, à l’aura trouble et irrésistible »[source insuffisante].
L'Humanité s'interroge : « Comment être jeune dans un monde menacé par le passé ? L’une des questions tellement actuelles qui donnent force à ce roman inventif et passionnant »[source insuffisante].
Le Figaro :[style à revoir] « Victor Dixen transforme le Roi-Soleil en un vampire immortel. Une réussite ! ».